# Parti d'action populaire
Le Parti d'action populaire (ou People's Action Party (PAP) en anglais, 人民行动党 (Rénmín Xíngdòngdǎng) en chinois, Parti Tindakan Rakyat en malais, மக்கள் செயல் கட்சி en tamoul) est un parti politique singapourien de centre droit, fondé le 21 novembre 1954 par Lee Kuan Yew, Lim Chin Siong (en), Sinnathamby Rajaratnam (en), Toh Chin Chye et Lim Kim San (en). Le parti est majoritaire depuis 1959.

## Historique
Le parti est créé le 21 novembre 1954 par Lee Kuan Yew, Lim Chin Siong (en), Sinnathamby Rajaratnam (en), Toh Chin Chye et Lim Kim San (en). Malgré leurs divergences politiques, les trois hommes partagent le but commun d'amener Singapour à l'indépendance. Lors des élections générales de 1955, le parti fait son entrée à l'Assemblée législative de Singapour en remportant 3 sièges sur les 25 que compte l'assemblée.
Depuis 1959, le Parti d'action populaire détient la majorité, et est donc dominant au sein des gouvernements successifs. Il est étroitement associé au développement économique, politique et social qui a permis de faire de Singapour un État moderne en un demi-siècle. 
Lee Kuan Yew prend en main le parti dès les années 1950, éliminant ses membres les plus à gauche avec l’aide des autorités coloniales. En 1961, 80 % des membres du parti en sont exclus ou partent d’eux-mêmes, dont la moitié de ses députés. Certains fondent un nouveau parti, le Barisan Sosialis, considéré comme pro-chinois, mais sont rapidement chassés de la vie politique. Le PAP a ainsi longtemps fait figure de parti unique. Les représentants de l'opposition sont la cible de virulentes campagnes gouvernementales de « révélations » visant à briser leur image, ou incarcérés. 
Aux élections générales du 7 mai 2011, le parti a emporté 81 sièges sur 87 au Parlement de Singapour, soit 93 % (contre 67 % lors des élections de 2006). Il est plutôt pragmatique qu'idéologique, mais défend vigoureusement la méritocratie, la peine de mort et la souveraineté de Singapour. 
Économiquement, le PAP prône une politique de troisième voie garantissant à la fois une politique sociale minimale à destination des plus modestes, tout en maintenant un taux d'imposition particulièrement faible. Les lois économiques et sociales de Singapour sont peu contraignantes, attirant ainsi de nombreux investisseurs étrangers.

## Comité exécutif central et secrétaire général
Le pouvoir politique au sein du parti est concentré entre les mains du comité exécutif central (CEC), dirigé par le secrétaire général. Le secrétaire général du parti d'action populaire est le leader du parti. Depuis 2004, c'est Lee Hsien Loong qui joue ce rôle.

## Le comité de direction
Au sein du parti, il existe également à un niveau plus bas le (HQ Ex-Co) ou Comité exécutif du quartier général qui gère l'administration du parti et supervise les douze sous-comités. Les sous-comités sont: 
1. Nominations des sections et relations
2. Relations avec les circonscriptions
3. Information et feedback
4. Nouveau media
5. Affaires malaisiennes
6. Recrutement et choix des cadres dirigeants
7. Prix PAP
8. Éducation politique
9. Publicité et publication
10. Social et loisirs
11. Ligue des femmes
12. Jeunesse PAP